# Misanteca oblongifolia
Misanteca oblongifolia là loài thực vật có hoa trong họ Nguyệt quế. Loài này được (Lundell) Lundell miêu tả khoa học đầu tiên năm 1969.